# مارسيل سوبوتكا
مارسيل سوبوتكا (بالألمانية: Marcel Sobottka) (25 أبريل 1994 بغلزنكيرشن في ألمانيا - ) هو لاعب كرة قدم ألماني في مركز الوسط. شارك مع منتخب ألمانيا تحت 20 سنة لكرة القدم. أما مع النوادي، فقد لعب مع شالكه 04 وفورتونا دوسلدورف وشالكه 04 ب.

## وصلات خارجية
- مارسيل سوبوتكا على موقع قاعدة بيانات كرة القدم.إي يو (الإنجليزية)
- مارسيل سوبوتكا على موقع بيانات كرة القدم. دي إي (الألمانية)
- مارسيل سوبوتكا على موقع Soccerway.com (الإنجليزية)
- مارسيل سوبوتكا على موقع عالم كرة القدم.نت (الإنجليزية)
- مارسيل سوبوتكا على موقع AS.com (الإسبانية)